# Îles Ryūkyū
Pour l'archipel Ryūkyū au sens large, voir Archipel Nansei.
Pour les articles homonymes, voir Ryūkyū (homonymie).
 (juin 2010).
Si vous disposez d'ouvrages ou d'articles de référence ou si vous connaissez des sites web de qualité traitant du thème abordé ici, merci de compléter l'article en donnant les références utiles à sa vérifiabilité et en les liant à la section « Notes et références ».
Les îles Ryūkyū (琉球諸島, Ryūkyū shotō), ou parfois l'archipel Ryūkyū, constituent un ensemble d'îles japonaises de la mer de Chine orientale, situé entre les îles Satsunan au nord et Taïwan au sud. Avec les îles Satsunan, les îles Ryūkyū font partie de l'archipel Nansei, formé le long de la plaque d'Okinawa, entre la fosse des Ryūkyū et la fosse d'Okinawa. La façade méridionale de certaines îles est bordée par la mer des Philippines.

Au sens traditionnel, on peut parfois y inclure les îles Amami, au nord, qui ont un temps fait partie du royaume de Ryūkyū. Mais elles sont aujourd'hui officiellement exclues de cette dénomination.
Jusqu'au début du XXe siècle, les orthographes « îles Luchu » (du chinois : 琉球 ; pinyin : liúqiú, API : /li̯oʊ̯³⁵ t͡ɕʰi̯oʊ̯³⁵/) ou « îles Riou Kiou » (du japonais) étaient également usitées. La principale île est Okinawa.

## Composition
Au sens strict, l'archipel Ryūkyū est composé des îles habitées suivantes (sans les îles Amami) :
- Archipel d'Okinawa : l'île d'Okinawa, Sesoko-jima, Minna-jima, Ie-jima, Izena-jima, Iheya-jima, Tonaki-shima, Noho-jima, Yagaji-jima, Kōri-jima, Miyagi-jima (en), Henza-jima, Hamahiga-jima (en), Miyagi-jima (2de), Ikei-jima, Yabuchi-jima, Senaga-jima, Tsuken-jima (en), Kudaka-jima, Aguni-jima, Kume-jima, Ō-jima, Ōha-jima ;
  - Îles Kerama : Tokashiki-jima, Zamami-jima, Aka-jima, Geruma-jima, Mae-shima ;
- Archipel Sakishima :
  - Îles Miyako : Miyako-jima, Ikema-jima, Ogami-jima, Irabu-jima, Shimoji-jima, Kurima-jima, Minna-jima et Tarama-jima,
  - Îles Yaeyama : Ishigaki-jima, Taketomi-jima, Kuro-shima, Kohama-jima, Yubu-jima, Iriomote-jima, Hatoma-jima, Aragusuku-jima, Kayama-jima (en), Sotobanari-jima, Hateruma-jima et Yonaguni-jima.

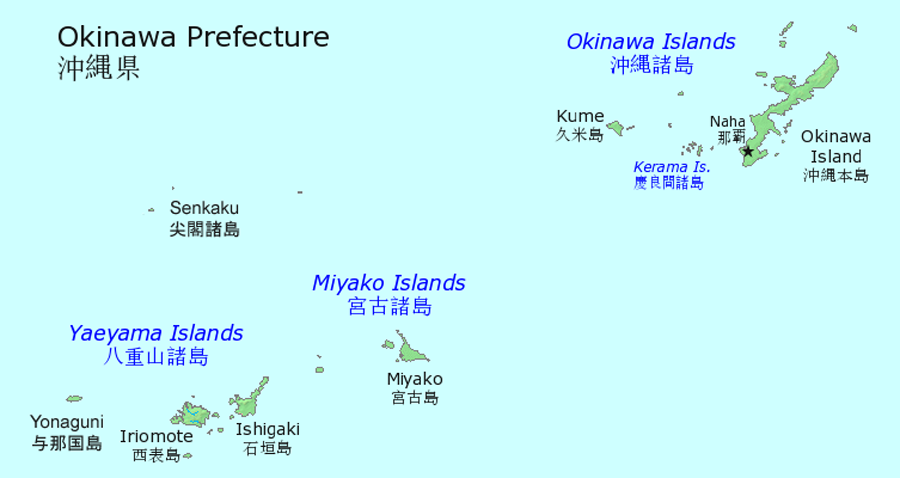
Composition de l'ensemble des îles.

Au sens large, les îles Ryūkyū comprennent les îles de l'ancien royaume de Ryūkyū, soit les îles Amami et l'archipel Ryūkyū. Lorsque l'on insère dans l'appellation l'ensemble de l'archipel Satsunan (préfecture de Kagoshima), on utilise en japonais le terme « chaîne d'îles Ryūkyū », plus vague, qui correspond alors à l'archipel Nansei.
Dans tous les cas, on peut ajouter à ces îles les Senkaku, situées au nord des îles Yaeyama et Miyako et faisant partie de l'archipel Sakishima, qui est composé de quatre îles et trois rochers inhabités et est revendiqué par la république populaire de Chine et la république de Chine (Taïwan).

## Histoire

### Pléistocène et Néolithique
L'archéologie distingue deux grandes aires culturelles dans les Ryūkyū ; celles-ci ne se regroupent pas avant le XIIIe siècle de notre ère:
- l'archipel Sakishima dans le Sud ;
- Okinawa et les îles Amami dans le Nord.

Il semble que les Sakishima aient été occupées au Pléistocène par des populations venues de Chine, à une époque où une bande de terre joignait cette dernière à l'archipel. Elles auraient ensuite disparu.
Vers 2 200 ans avant l'ère commune, des populations néolithiques, originaires de Taiwan, arrivent sur les Sakishima, sans doute dans le même mouvement que l'expansion de populations de langue austronésienne. Parallèlement, une expansion de populations de culture Jōmon a lieu, depuis l'île de Kyūshū vers les îles centrales et jusqu'à Okinawa. Il ne semble pas que ces populations Jōmon aient franchi les quelque 250 km qui séparent Okinawa des îles Miyako, les plus proches des îles méridionales.
Des contacts commerciaux ont lieu avec les principales îles japonaises ; la nacre appréciées des élites japonaises de la période de Nara provenant d'Okinawa.
Les langues ryūkyū sont les seules à avoir des racines communes avec le japonais, ce qui fait remonter les liens loin dans le passé de l'île.

### Époque Sanzan
Durant l'époque Sanzan (1322–1429), l'île principale de archipel est composé de trois royaumes tributaires de la Chine de la dynastie Ming (1368–1644).

### Le royaume de Ryūkyū

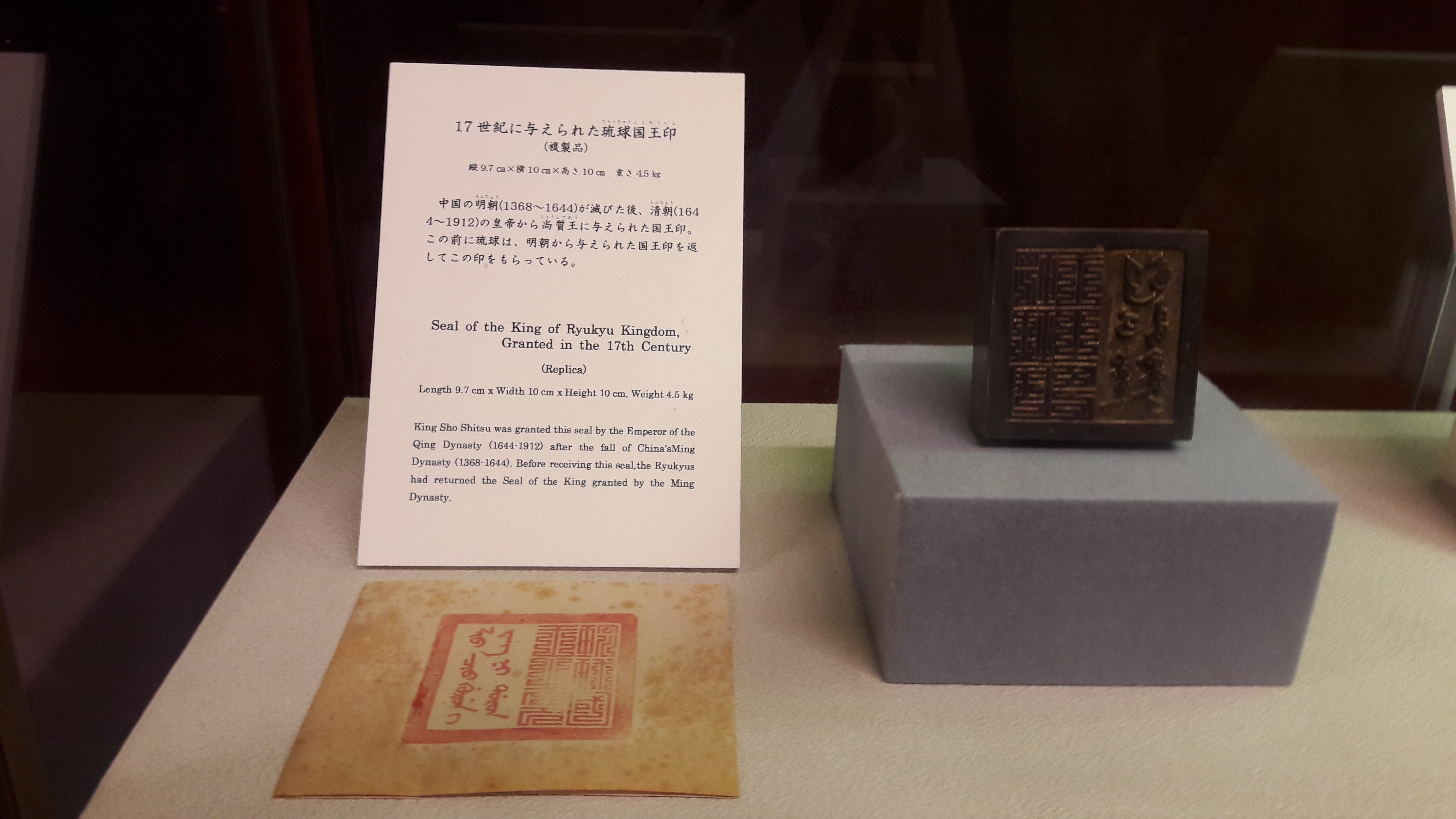
Sceau en mandchou et chinois fourni par l'empereur de la dynastie Qing au roi de Ryūkyū

Le royaume de Ryūkyū a été quasi indépendant de 1429 à 1879, le roi reconnaissant à la fois les Chinois et les Japonais, ce qui permettait de favoriser le commerce. Des visas étaient nécessaires pour commercer avec la Chine, ce que donnait la reconnaissance formelle de la vassalité du royaume, renouvelée par une simple visite d'une délégation chinoise apportant les sceaux à chaque changement de roi à Okinawa.
En 1623, le royaume tomba devant la force expéditionnaire de Kagoshima et la famille Shimazu. L'Empire de la dynastie Ming ayant prohibé le commerce avec les Japonais, le seigneur de la province de Satsuma (Kyūshū) utilisait alors Ryūkyū comme couverture pour établir des relations commerciales profitables avec la Chine.
Sous la dynastie Qing, la relation de vassalité perdure, des sceaux en mandchou et chinois sont donnés par les empereurs de Chine aux rois de Ryūkyū. Des exemplaires sont conservés au château de Shuri, palais royal de Ryūkyū situé à Naha, sur l'île d'Okinawa.

### Intégration au Japon et bases américaines
Il semble que, durant le XIXe siècle, l'emprise du Japon sur les Ryūkyū augmenta aux dépens de la Chine. En 1879, le gouvernement Meiji de l'empire du Japon l’annexa définitivement avec l’arbitrage de l’ex-président des États-Unis Ulysses S. Grant.
Pendant la Seconde Guerre mondiale, Ryūkyū est le théâtre de combats acharnés entre les forces armées américaines et japonaises. À la fin de la guerre, les îles situées en dessous de la latitude 30°N sont placées sous l'autorité du gouverneur militaire américain de Naha. Lors de la guerre froide l'archipel est source de frictions entre le Japon et les États-Unis pendant plus de vingt ans. En 1972, l'archipel revient sous contrôle japonais à la suite de l'accord de réversion d'Okinawa de 1971, lequel accorde aux Américains le droit de conserver leurs bases militaires, les plus importantes d'Asie de l’Est, sous certaines conditions.
Okinawa reste une zone aux règles militaires complexes (espace aérien contrôlé par les autorités militaires américaines). Plus récemment les premiers ministres japonais sont élus notamment pour leur promesse de fermer la base américaine d'Okinawa, mais ne tiennent pas leur promesse. En novembre 2014, Takeshi Onaga, opposé aux bases américaines, est élu préfet d'Okinawa. Les militaires américains sont vus comme irrespectueux de l'environnement, et responsables de crimes et de trop de bruit. Le 21 décembre 2016, l'armée américaine restitue 4 000 hectares, réduisant de 17 % les terrains administrés par les États-Unis à Okinawa.
Ces problèmes liés aux bases militaires américaines, ainsi que les incidents impliquant des militaires, persistent encore aujourd’hui, et des débats sont en cours dans de nombreuses collectivités locales à travers le pays.

## Langues
Bien que l’on parle généralement de « langue ryukyienne », ses caractéristiques varient considérablement d’une île à l’autre.
À Okinawa, les habitants parlent une variété locale appelée uchināguchi (うちなーぐち). Cette langue présente des similarités structurelles avec le japonais, ce qui a facilité au fil du temps l’émergence d’un mélange linguistique entre le japonais standard (やまとぐち) et l’uchināguchi, connu localement sous le nom de uchinā-yamato-guchi. Cette forme hybride constitue aujourd’hui un élément important de l’identité culturelle des Okinawais.
Le gouvernement japonais ainsi que les collectivités locales mènent activement des initiatives de préservation de la culture linguistique liée à l’uchināguchi.

## Transport
Les transports aériens entre les îles sont essentiellement effectués par Japan Transocean Air du groupe Japan Airlines.
L'île d'Okinawa comporte un monorail dans le centre-ville de Naha, le reste de ses transports publics terrestres y est effectué par autobus.
Des ferrys permettent de lier les différentes îles de l'archipel.

## Environnement
Certaines de ces îles, par leur isolement, présentent un endémisme important quant à la faune et la flore, et hébergent encore des espèces uniques au monde comme le pic d'Okinawa (Sapheopipo noguchii), le râle d'Okinawa (Gallirallus okinawae), ou le chat dit iriomote yamaneko (chat sauvage d'Iriomote, Felis iriomotensis). Les races de cheval miyako et yonaguni sont originaires de ces îles. Certaines espèces, comme le pigeon à col d'argent, ont déjà disparu.